# Bitwa koło przylądka Darsin
Bitwa morska przy przylądku Darsin – starcie zbrojne, które miało miejsce w roku 1184.
W roku 1184 pomorski książę Bogusław I zorganizował wyprawę floty wojennej przeciwko Duńczykom na Rugii. Flota pomorska licząca 150 okrętów oraz 350 statków transportowych wpłynęła do zatoki między półwyspem Darß-Zingst a wyspą Hiddensee, gdzie oczekiwała posiłków prowadzonych przez meklemburskiego księcia Henryka Borwina I. Flota Bogusława stała przy brzegu półwyspu Zingst, w szyku bojowym, transportowce od strony lądu, osłaniane przez okręty wojenne.
Duńczycy, dowiedziawszy się o działaniach księcia, zgromadzili ok. 200 okrętów pod wodzą biskupa Lund Absalona, który 19 maja przypłynął do Hiddensee, gdzie miał się spotkać z flotą rugijską pod komendą księcia Jaromara I. Dowódca duński, gdy dowiedział się, gdzie znajduje się flota Bogusława, postanowił nie pozwolić przeciwnikowi połączyć się z flotą meklemburską i następnego dnia, rankiem, zdecydowanie uderzył na okręty pomorskie. Flota pomorska nie była przygotowana do walki, a w gęstej mgle wzięła okręty duńskie za sojuszników pod wodzą Henryka Borwina I. Duńczycy zaatakowali znienacka flotę Bogusława, przedzierając się przez jej szyki i zdobywając jednostki transportowe. Szyk pomorski załamał się, a Duńczyków wsparli dodatkowo przybyli Rugijczycy. Bogusław, widząc klęskę, nakazał wycofywać się okrętom wojennym, ale udało się to tylko 35 największym. Około 100 okrętów wyrzuciło się na brzeg, 18 zatonęło, resztę zdobyli Duńczycy. 
Pogrom floty Bogusława przekreślił jego plany odzyskania Rugii i inwazji na Wyspy Duńskie, a Duńczykom pozwolił na inwazję Pomorza, które stało się lennem duńskim.